# Четін Алтан
Четін Алтан (тур. Çetin Altan 22 червня 1927, Стамбул — 22 жовтня 2015, Стамбул) — турецький письменник, журналіст і лівий політичний діяч.

## Життєпис
Його батько Халіт був адвокатом. Мати Нурхан була кримського походження. До семи років майбутнього письменника називали ім'ям Алтан. У 1934 році в Туреччині схвалено закон про прізвища, який зобов'язує всіх, хто не мав прізвища, взяти його. Батьки Четіна Алтана взяли прізвище Алтан, а ім'я сина змінили на Четін.
У вісім років вступив до Галатасарайського ліцею. Під час навчання Алтан, за власним висловлюванням, відчував самотність. Потім навчався на юридичному факультеті Анкарського університету. Після закінчення університету почав писати. За словами Алтана, він вирішив стати письменником, а не дипломатом, як хотів його батько, тому що хотів «уникнути самотності».
Публікував поеми та оповідання у виданнях «Çınaraltı», «Varlık», «İstanbul» і «Kaynak». Його перша книга «Üçüncü Mevki» видана у 1946 році. Також працював журналістом, вів колонки у виданнях «Halkçı», «Tan», «Акшам», «Міллійєт», «Yeni Ortam», « Hürriyet», «Гюнеш» і «Çarşaf».
У 1959 році за пропозицією Абді Іпекчі почав вести колонку у «Міллійєт».
Після вбивства студента Турана Емексіза при розгоні поліцейськими демонстрації проти правлячої Демократичної партії і державного перевороту, скоєних у Туреччині в 1960 році, почав займатися політикою. У 1965 році він обраний членом Великих національних зборів від Робітничої партії.
Відомий своїм гострим язиком. За статті його понад 300 разів намагалися притягнути до суду, тричі заарештовували і двічі саджали до в'язниці. Депутати від Партії справедливості Сулеймана Деміреля навіть били його.
У вересні 2015 року його доставлено в лікарню при медичному факультеті університету Фатіх після того, як були виявлені хронічне обструктивне захворювання легень, дихальна недостатність, сепсис, бронхоектатична хвороба і пневмонія. Четін Алтан помер 22 жовтня 2015 року о 11:05 за місцевим часом від дихальної недостатності, що настала внаслідок пневмонії і септичного шоку.
Похований 23 жовтня 2015 року на кладовищі Зінджирлікую.

### Особисте життя
У першому шлюбі був одружений з дівчиною Керіме, яка була родом з Іраку. У Четіна і Керіме народилося троє дітей: Ахмет (нар. 1950 року), Мехмет (нар. 1953 року) і донька Зейнеп (померла в 1991 році).
1969 року Четін Алтан одружився вдруге. Його другою дружиною стала 41-річна Солмаз Камуран, для якої це теж був другий шлюб. Камуран стала редактором Алтана. Незадовго до смерті Четіна Алтана подружжя розлучилося.

## Творчість
У своїх працях Алтан критикував соціально-політичну ситуацію, що склалася на той момент у Туреччині. Чимало його творів містять автобіографічні елементи.
Низку його творів перекладено на французьку мову.